# チャリ走DX
『チャリ走DX』（チャリそうデラックス）は、スパイシーソフト株式会社より配信されたiOS・Android、ニンテンドー3DS用横スクロールアクションゲーム。iOS版とAndroid版は基本プレイは無料でステージ課金が存在する。ニンテンドー3DS版はニンテンドーeショップにて販売されている。

## 概要
自動でスクロールするステージをジャンプのみで障害物を避け、ゴールフラッグを通過すればクリアとなる。本ゲームの目的は世界の国々をモチーフとしたステージを全てクリアし、世界一周を達成することを目的とする。
2012年3月7日にAndroid版が配信され、配信から3ヶ月で120万ダウンロード、累計プレイ2億回を記録。同年12月19日にはニンテンドー3DS版ダウンロードコンテンツとして発売された。3DS版のチャリ走DXの国内売上は2015年7月現在、ニンテンドーeショップ内の累計ダウンロード購入ランキングで5位を獲得している。2013年6月19日にはPlayStation Vitaにも対応した。8月2日には北米・南米にも配信を開始した。
2015年には、本作にいくつかの追加要素を加えたチャリ走 Ultra DX - 世界ツアーがWii U向けに配信された。

## 対応機種ごとの違い
3DS版とスマートフォン版でステージ数や仕様が一部異なる。大きな点を挙げると3DS版は左右移動を十字ボタンで行えるがiOS版とAndroid版は左右移動ができない。また、「AWARD」もスマートフォン版にはない。
スマートフォン版はアップデートを頻繁に繰り返しており、配信当初からステージが増え続けている。
| 項目               | スマートフォン版               | ニンテンドー3DS版                 |
| ------------------ | ------------------------------ | --------------------------------- |
| 通常ステージ数     | 85ステージ                     | 50ステージ                        |
| エクストラステージ | 35ステージ                     | 25ステージ                        |
| コラボステージ     | Capsule stage 10ステージ       | RAM RIDER 10ステージ              |
| FRIEND BATTLE      | セル2A                         | セル2B                            |
| GRAND PRIX         | HIKAKIN GP HCapsule GP Dark GP | GRAND PRIX NORMAL GRAND PRIX HARD |
| 左右移動           | なし                           | あり                              |
| アワード           | なし                           | あり                              |
| アップデート       | あり                           | なし                              |

## 評価

### 受賞
「MCFモバイルプロジェクト・アワード2013」にて優秀賞、「週刊ファミ通」の2013年ダウンロードゲームソフト1位に選出される。

### 反響
本作は2013年のニンテンドーeショップの3DSダウンロード専用ソフトの販売本数1位を獲得。ニンテンドー3DSダウンロードソフト歴代売上ランキングでも5位に入るなど人気を集める。
2015年7月現在もニンテンドーeショップ最近売れているソフトのダウンロード購入ランキングでトップ10に入るなど長期的に指示されている。
Android版は100万インストールを突破し、iOS版・Android版ともにユーザ評価は5段階中4前後と高い評価を得ている。海外版も欧米の「子供が安心して遊べるゲーム」としてThe iPhoneMomにも取り上げられた。

## 対応機種
iOS（iPhone・iPad・iPod touch）
iOS 4.3以降に対応している。iPhone 5端末にも最適化されている。
Android
Android OS 2.3以降の端末に対応している。

## ゲームシステム
決められた仕掛けが配置されたステージを自動でスクロールしながらジャンプで障害物を飛び越え、ゴールを目指すというもの。途中セーブなどの機能はなく、一度でも失敗するとゲームオーバーとなりステージ最初からやり直す。ステージは50秒から1分30秒程度。
本作は世界一周が基本テーマとなっており、各国の主要都市を5ステージ毎に進んでいく。本編とは別に最高走行距離を競う「GRAND PRIX」などがある。

### モード
WORLD TOUR - 通常のゲームモード、ステージ型のコースゴールフラッグを目指して進むモード。
GRAND PRIX - 1人でエンドレス型のステージを走行し、ミスしてゲームオーバーになるまでの走行距離を競うモード。
FRIEND BATTLE - iOS版・Android版のみ。facebookやTwitterと連携して友だちのスコアを表示し、お互いにスコアを競うモード。

### コンプリート要素
AWARD - ニンテンドー3DS版のみ。プレイヤーの走行データに紐づいて設定された称号。ジャンプ回数や走行距離、ゲームオーバー回数などが一定の数値を超えると付与される。

### WORLD TOUR構成
PARIS（フランス）
ALPS（スイス）
NEW DELHI（インド）
LONDON（イギリス）
BEIJING（中国）
HAWAII（アメリカ）
TOKYO（日本）
GIZA（エジプト）
ANTARCTIC（南極）
NEW YORK（アメリカ）
EXTRA STAGE
EXTRA STAGE2
EXTRA STAGE3
EXTRA STAGE4
EXTRA STAGE5
3DS版のみ
RAM RIDER
RAM RIDER2
iOS版・Android版のみ
ALCAZAR（古城）
NIGHTALCAZAR（古城・夜）
ANCIENT（太古）
VOLCANO（火山）
ATHENAE（ギリシャ）
HELSINKI（フィンランド）
ROMA（イタリア）
EXTRATHUNDER（エクストラ スイス）
NIGHT GIZA（エクストラ エジプト）
NIGHT PARIS（エクストラ フランス）
CAPSULE STAGE

### キャラ
棒人間
黒シルエットの操作プレイヤー
ライバル
赤いシルエットの敵キャラ
鳥
黒いシルエットの敵キャラ

### ステージギミック
障害物
岩
前から転がってくる岩
風
プレイヤーのジャンプ幅を変える
沼
プレイヤーの動きを鈍らせる
トゲ
触れるとゲームオーバーとなる
大砲
入ると進行方向に超ジャンプができる
蟻地獄
放っておくとどんどん埋まっていく底なし沼
動く床
上下左右に動く床
落ちる床
踏むと一定時間経過で落下する床
崩れる床
踏むと一定時間経過で崩れる床
ジャンプ台
触れると上方向へ超ジャンプできる
アイテム
メダル
ステージ上のどこかに3つ配置されている。取得することでステージが解放される
ロケット
一定時間加速しながら進める
プロペラ
一定時間3段ジャンプが常時可能になる
グライダー
一定時間ジャンプ幅がゆっくり大きくなる

## コラボレーション
チャリ走DXでは以下のタイトル・人物とコラボレーションを行っている。
- capsule（Android、2012年3月7日～）[8]
- RAM RIDER（ニンテンドー3DS、2012年12月16日）-コラボステージを配信[9]。
- HIKAKIN（Android・iOS、2013年10月4日～10月18日）- HIKAKIN GPでグランプリスコアバトルを開催[10]。